# Автошлях Т 2114
Автошля́х Т 2114 — автомобільний шлях територіального значення у Харківській області. Пролягає територією Великобурлуцького та Дворічанського районів через Приколотне — Великий Бурлук — Дворічну. Загальна довжина — 47,7 км.

## Маршрут
Автошлях проходить через такі населені пункти:
| Автошлях Т 2114        |        |
| Харківська область     |        |
| Великобурлуцький район |        |
| Приколотне             | Т 2104 |
| Горяне                 |        |
| Буряківка              |        |
| Великий Бурлук         | Т 2111 |
| Манцівка               |        |
| Шипувате               |        |
| Андріївка              |        |
| Садовод                |        |
| Дворічанський район    |        |
| Водяне                 |        |
| Рідкодуб               |        |
| Путникове              |        |
| Дворічна               | Р79    |